# David Batty
David Batty (Leeds, 2 de dezembro de 1968) é um ex-futebolista Inglês que atuava na posição de meio-campo, exercendo funções defensivas.
David tornou-se conhecido defendendo o Leeds United por duas vezes (entre 1987 e 1993 e entre 1998 e 2004), conquistando três títulos. Também defendeu Blackburn Rovers e Newcastle United, sendo que nos Rovers sagrou-se campeão inglês na temporada 1994-95.
Com a Seleção Inglesa de Futebol, jogou 42 partidas entre 1991 e 1999, não marcando nenhum gol. Passaria ainda pelas equipes sub-21 e B, marcando apenas um gol. Na Copa de 1998, ficou estigmatizado após desperdiçar a última cobrança da Inglaterra, que parou nas mãos do goleiro argentino Carlos Roa.